# الحواء (كوكبة)

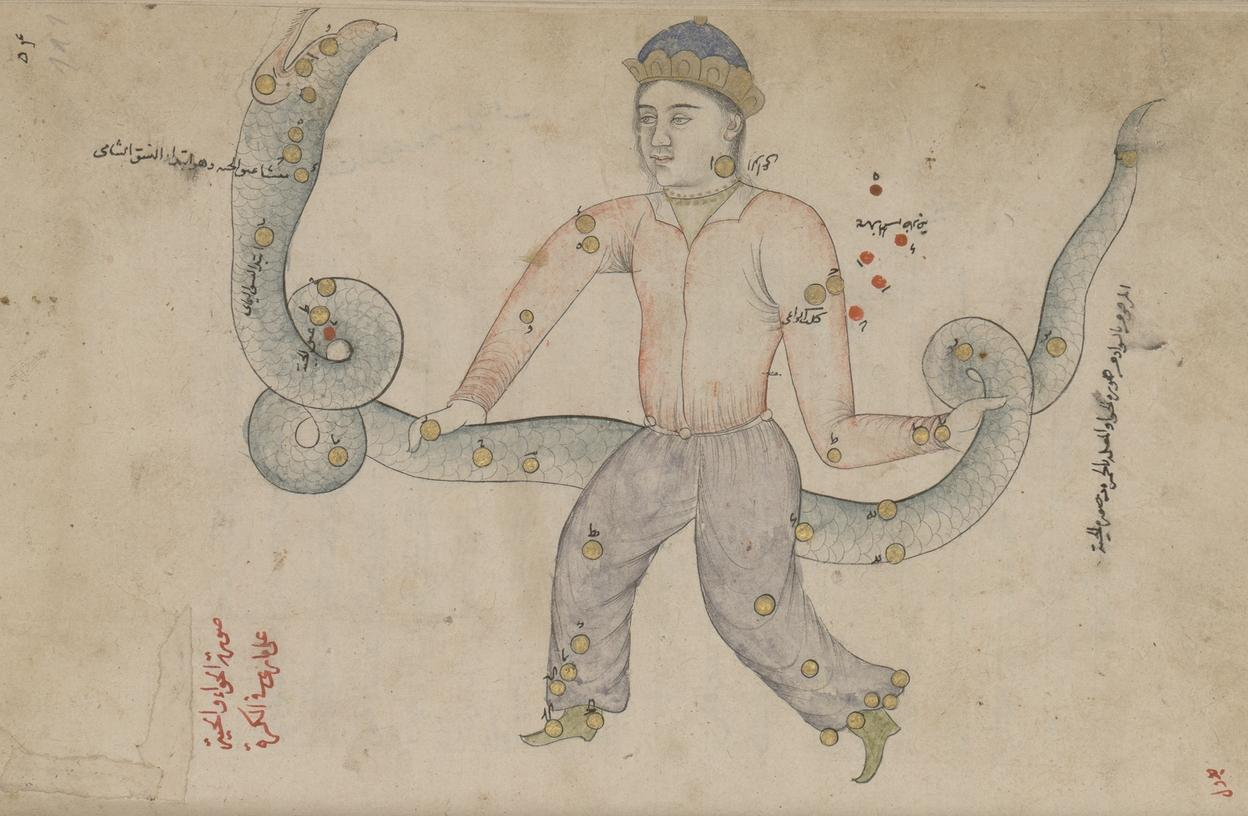
كوكبة الحواء كما تخيلها عبدالرحمن بن عمر الصوفي

كوكبة الحَوَّاء (بالإنجليزية: The Serpent Bearer)‏؛ وتدعى باللاتينية: Ophiuchus. كوكبة تمر فیها دائرة البروج أو مسار الشمس.
يظهر في سماء النصف الشمالي للكرة الأرضية خلال فصل الصيف، ووفي سماء النصف الجنوبي من الكرة الأرضية[ ؟ ] خلال فصل الشتاء.
أيضا من السدم التي يمكن مشاهدتها في كوكبة الحواء: NGC 6369, NGC 6572.
وأما التجمعات النجمية، فيوجد منها: M 10, M 107, M 12, M 14, M 19, M 62, M 9, NGC 6401.
وأما نجوم كوكبة الحواء: ألفا الحواء (نجم راس الحواء)، وبيتا الحواء (نجم كلب الراعي)، ودلتا الحواء (النجم مقدم يد الحواء )، وإبسلون الحواء (نجم مؤخر يد الحواء )، وإيتا الحواء (النجم السابق)، ولامبدا الحواء (النجم مرفق الحواء).